# Phaeochrous compactus
Phaeochrous compactus är en skalbaggsart som beskrevs av Kuijten 1978. Phaeochrous compactus ingår i släktet Phaeochrous och familjen Hybosoridae. Inga underarter finns listade i Catalogue of Life.